# Santa Cruz da Baixa Verde
Santa Cruz da Baixa Verde este un oraș în Pernambuco (PE), Brazilia. 